# Half-Life: Decay
Half-Life: Decay – trzecie rozszerzenie gry komputerowej Half-Life, wyprodukowane przez Gearbox Software i wydane przez Sierrę Entertainment wyłącznie z podstawową wersją gry na PlayStation 2. Premiera dodatku odbyła się 14 listopada 2001 roku.
Bohaterkami Decay są dwie koleżanki Gordona Freemana, dr Gina Cross oraz dr Colette Green. Gina Cross była modelem dla hologramu podczas treningu (zwanego Hazard Course) oraz w dodatku Half-Life: Blue Shift. Decay nie jest dostępne poprzez usługę Steam, nigdy też nie zostało przeniesione oficjalnie na platformę Windows.